# 닐파마리구

방글라데시 닐파마리구

닐파마리구(벵골어: নীলফামারী জেলা)는 방글라데시 북부 랑푸르주에 위치한 구역이다. 수도 다카에서 북서쪽으로 약 400km 떨어져 있다. 1,580.85 평방 킬로미터 (610.37 평방 킬로미터)의 면적을 가지고 있다. 닐파마리구는 동쪽으로 랑푸르구와 랄모니르하트구, 남쪽으로 랑푸르구와 디나지푸르구, 서쪽으로 디나즈푸르구와 판차가르구, 북쪽으로 인도의 쿠치베하르구와 경계를 이루고 있다. 닐파마리에는 티스타, 부리티스타, 이사모티, 자무네스와리, 덤, 쿰라이, 차랄카타, 소르보몽골라, 살키, 치클리, 차라, 데오나이 등 많은 강들이 있다. 닐파마리 지역에는 4개의 지방 자치체가 있다. 이 지방 자치체들의 면적은 닐파마리 42.70 평방 킬로미터 (27.50 평방 킬로미터 현재, 15.20 평방 킬로미터 진행 중), 사이드푸르 34.42 평방 킬로미터, 잘다카 28.22 평방 킬로미터, 그리고 도마 9.421 평방 킬로미터이다. 닐파마리구에는 60개의 유니언, 370개의 무하스 그리고 378개의 마을이 있다.

## 역사
닐파마리구는 이전에 라지샤히구에 속해 있었고, 1875년에 설립되었다. 이는 랑푸르구의 한 구역이었다. 1984년에 구역으로 바뀌었다. 이 구역은 6개의 우파질라, 4개의 지방 자치 단체, 60개의 연합 교구장, 370개의 무자 및 378개의 마을로 구성된다.

### 역사적 특기
역사적인 테브하가 운동은 1940년대에 이 지역의 도마와 딤라에 걸쳐 확산되었다. 인디고는 이 지역에서 광범위하게 재배되곤 했다. 사이드푸르는 철도 작업장으로 가장 잘 알려져 있다. 1870년 아삼-벵골 철도는 사이드푸르에 가장 큰 작업장을 설립했고 많은 비하리인이나 우르두어 화자들이 그곳에서 일하기 위해 왔다. 영국 통치 기간 동안 아삼-벵골 지역 전체에 대한 전화 교환도 사이드푸르에 있었으며, 이는 다카와 치타공에 이어 방글라데시에서 세 번째로 큰 도시였다. 사이드푸르에는 북벵골주에 첫 번째 공항이 있었다. 영국 시대에는 칸톤도 있었다.

## 인구
| 연도     | 인구      | ±% p.a. |
| -------- | --------- | ------- |
| 1974     | 962,778   | —       |
| 1981     | 1,152,119 | +2.60%  |
| 1991     | 1,348,762 | +1.59%  |
| 2001     | 1,571,690 | +1.54%  |
| 2011     | 1,834,231 | +1.56%  |
| 2022     | 2,092,567 | +1.21%  |
| Sources: |           |         |

2022년 방글라데시 인구 조사에 따르면 닐파마리구에는 505,604가구가 살고 있으며 인구는 2,092,567명으로 이 중 25.3%가 도시 지역에 거주하고 있다. 인구 밀도는 km2당 1,353명이었다. 식자율(7세 이상)은 69.1%로 전국 평균 74.7%에 비해 높은 수치를 보였다.